# Toona fargesii
Toona fargesii là một loài thực vật có hoa trong họ Meliaceae. Loài này được A. Chev. miêu tả khoa học đầu tiên năm 1944.